# Short Admiralty Type 827
Die Short Admiralty Type 827 war ein zweisitziges Aufklärungs-Wasserflugzeug aus Großbritannien, das auch für Bombeneinsätze benutzt wurde.

## Entwurf und Entwicklung

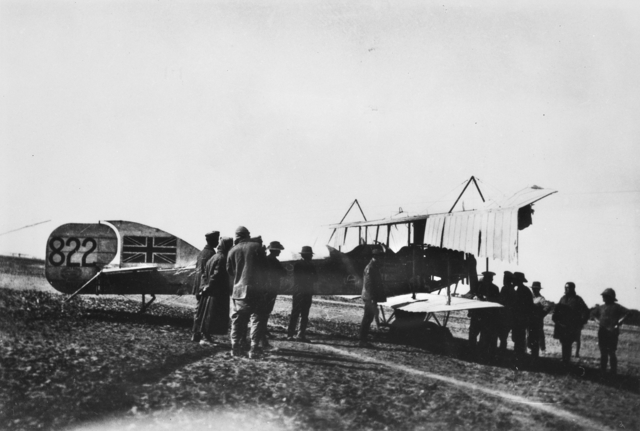
Die erste Maschinen vom Short Typ 827 mit den Mitgliedern des Australian Flying Corps

Die Short Type 827 war ein Doppeldecker mit ungepfeilten Tragflächen gleicher Spannweite; eine etwas kleinere Ausgabe der Short Type 166. Der Rumpf hatte ein Kastenprofil und war auf dem unteren Flügel befestigt. Sie hatte zwei Schwimmer unter dem vorderen Rumpf sowie kleine Schwimmer an den Flügelspitzen und am Schwanz. Sie wurde von einem an der Nase angebrachten Sunbeam-Motor mit einem zweiblättrigen Zugpropeller angetrieben. Die Zwei-Mann-Besatzung saß in offenen Cockpits hintereinander.
Das Flugzeug wurde nicht nur von Short Brothers (36 Flugzeuge) gebaut, sondern auch von verschiedenen Vertragspartnern in Großbritannien: Brush Electrical Machines (20), Parnall (20), Fairey (12) und Sunbeam (20).
Insgesamt wurden 108 Maschinen hergestellt.
Nachdem die Firma Sunbeam 1913 einen neuen V-8-Hochleistungsmotor mit 150 PS (der später Nubian genannt wurde) entwickelt hatte, baute Shorts dafür das neue Wasserflugzeug Type 827, das aus der Type 166 abgeleitet wurde. Dieses Flugzeug konnte Bomben unter den Tragflächen mitführen. Die ersten Maschinen wurden ab Ende 1914 ausgeliefert. Nach der Erprobung begann im Juni 1915 die Übergabe an den Royal Naval Air Service (RNAS). Die Maschinen hatten Vorrichtungen, um jeweils zwei ≈25-kg-Bomben (112 lb) mitführen zu können.

## Short Type 830
Die Short Type 830 war eine Variante der Type 827, bei der andere Motoren bis 200 PS (150 kW) eingesetzt wurden. Es wurden 28 Stück hergestellt.

## Kriegseinsatz
Belgien
- Belgische Luftkomponente

 Vereinigtes Königreich
- Royal Naval Air Service

Die Type 827 wurde ab Juni 1915 und für Patrouillenflüge beim Küstenschutz eingesetzt. Als Lowestoft im April 1916 von deutschen Kriegsschiffen beschossen wurde, war eine Type 827 unter den britischen Maschinen, welche die deutschen Kriegsschiffe aus der Luft angriffen.
Drei Type 827 wurden nach Ostafrika verschifft, um das Feuer der britischen Schiffsgeschütze gegen den im Mündungsdelta des Rufiji blockierten Kreuzer Königsberg zu lenken. Sie kamen aber zu spät und wurden daher nach Mesopotamien geschickt, wo sie ab Dezember 1915 türkische Stellungen angriffen, so zum Beispiel bei Kut al Amara. Zwei der Maschinen wurden dazu mit Rädern ausgestattet, so dass sie von Land aus operieren konnten.
Ende 1915 erhielten die Belgier vier Type 827, die sie zerlegt zum Tanganjikasee brachten. Dort richteten die Belgier in der Nähe von Albertville eine Basis ein, von der aus sie ab Juni 1916 Luftangriffe auf Kigoma und Umgebung flogen. Dabei griffen sie am 10. Juni 1916 auch das deutsche Schiff Goetzen an. Der Einsatz endete nach der Eroberung des östlichen Seeufers durch belgische Truppen.
Die Type 827 blieb in Europa bis 1918 im Einsatz.

## Technische Daten
| Kenngröße             | Daten |
| --------------------- | --- |
| Besatzung             | 2 |
| Länge                 | 10,74 m |
| Spannweite            | 16,43 m |
| Flügelfläche          | 47,01 m² |
| Höhe                  | 4,11 m |
| Leermasse             | 1225 kg |
| max. Startmasse       | 1542 kg |
| Antrieb               | ein wassergekühlter V8-Motor von Sunbeam mit 150 PS (110 kW)                                                           |
| Höchstgeschwindigkeit | 100 km/h |
| Reichweite            | 3:30 h |
| Bewaffnung            | ein bewegliches 7,7-mm-Lewis-MG im hinteren Beobachtercockpit, Haltevorrichtungen für leichte Bomben unter den Flügeln |